# Delegati dall'Alaska al Congresso degli Stati Uniti d'America

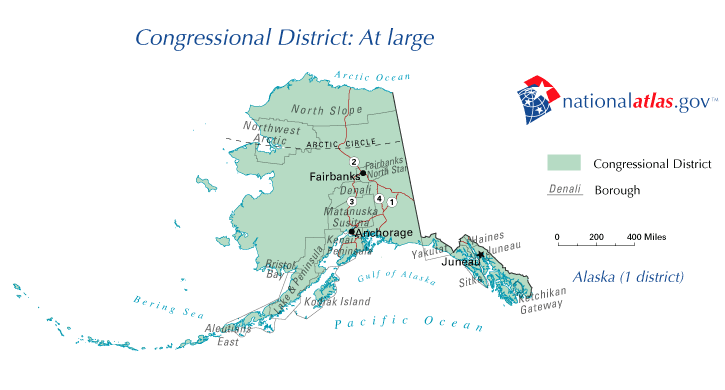
Mappa dell'Alaska

Sin dall'ingresso dell'Alaska negli Stati Uniti d'America, nel 1959, è rappresentata al Congresso degli Stati Uniti da una delegazione al Senato e alla Camera dei rappresentanti. Ogni stato elegge due senatori con mandati di sei anni, a prescindere dalla popolazione dello stato, ed elegge un numero di rappresentanti alla Camera in maniera proporzionale alla popolazione, ogni due anni. Prima di divenire uno stato, dal 1906 al 1959, il Territorio dell'Alaska elesse un delegato senza diritto di voto al Congresso.
In questa voce sono riportate le delegazioni di senatori e rappresentanti della camera provenienti dallo stato dell'Alaska al Congresso statunitense.

## Camera dei rappresentanti
L'Alaska è rappresentata alla Camera da un unico delegato, attualmente Nick Begich III, Repubblicano, eletto nel 2024 ed entrato in carica il 3 gennaio 2025.

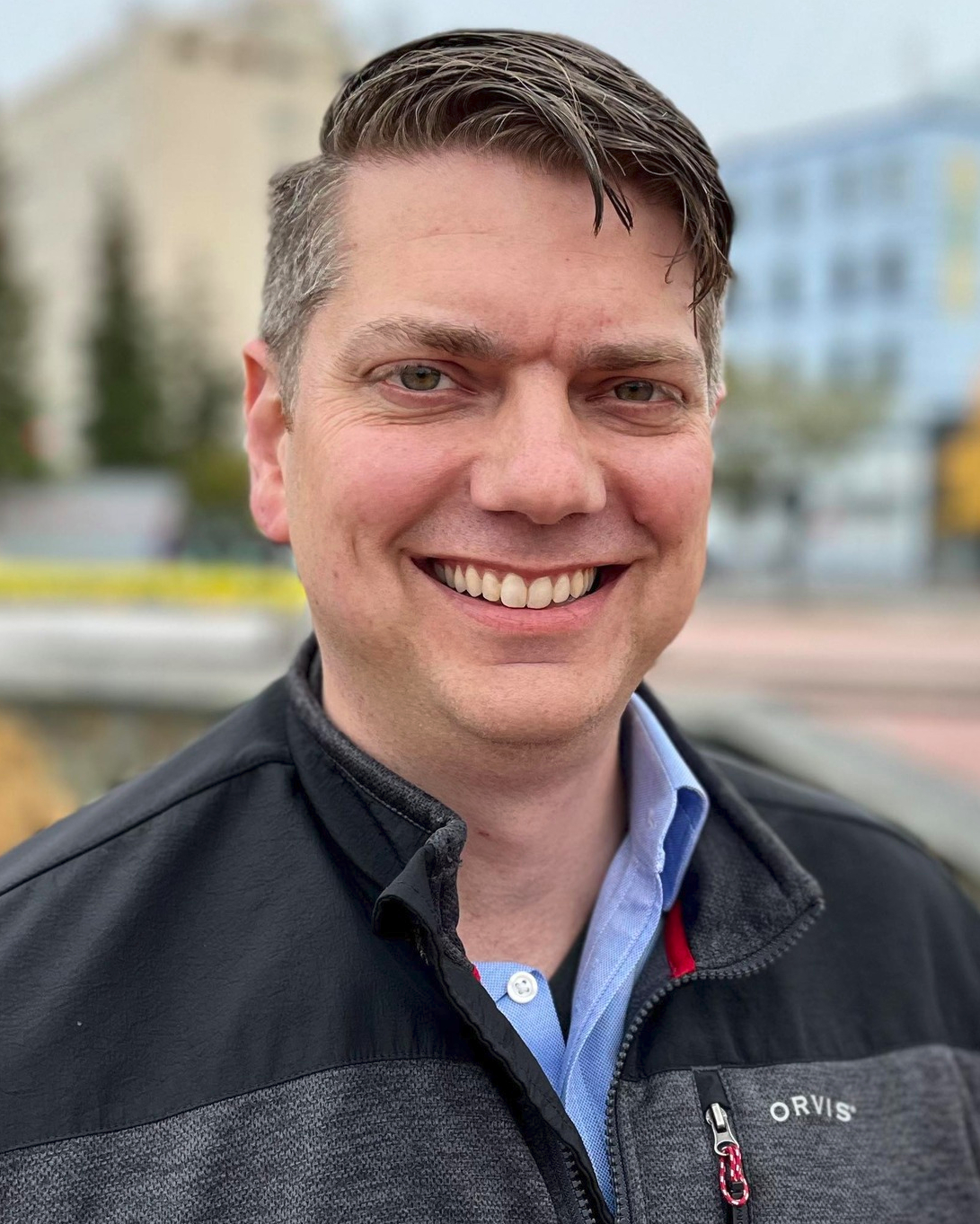
Nick Begich III, delegato per l'Alaska dal 3 gennaio 2025

| Rappresentante        | Congresso       |
| --------------------- | --------------- |
| Ralph J. Rivers (D)   | 86 (1959-1961)  |
| Ralph J. Rivers (D)   | 87 (1961-1963)  |
| Ralph J. Rivers (D)   | 88 (1963-1965)  |
| Ralph J. Rivers (D)   | 89 (1965-1967)  |
| Vacante               |                 |
| Howard W. Pollock (R) | 90 (1967-1969)  |
| Howard W. Pollock (R) | 91 (1969-1971)  |
| Nick Begich (D)       | 92 (1971-1973)  |
| Vacante               | 92 (1971-1973)  |
| 93 (1973-1975)        |                 |
| Don Young (R)         |                 |
| 94 (1975-1977)        |                 |
| 95 (1977-1979)        |                 |
| 96 (1979-1981)        |                 |
| 97 (1981-1983)        |                 |
| 98 (1983-1985)        |                 |
| 99 (1985-1987)        |                 |
| 100 (1987-1989)       |                 |
| 101 (1989-1991)       |                 |
| 102 (1991-1993)       |                 |
| 103 (1993-1995)       |                 |
| 104 (1995-1997)       |                 |
| 105 (1997-1999)       |                 |
| 106 (1999-2001)       |                 |
| 107 (2001-2003)       |                 |
| 108 (2003-2005)       |                 |
| 109 (2005-2007)       |                 |
| 110 (2007-2009)       |                 |
| 111 (2009-2011)       |                 |
| 112 (2011-2013)       |                 |
| 113 (2013-2015)       |                 |
| 114 (2015-2017)       |                 |
| 115 (2017-2019)       |                 |
| 116 (2019-2021)       |                 |
| 117 (2021-2023)       |                 |
| Mary Peltola (D)      |                 |
| 118 (2023-2025)       |                 |
| Nick Begich III (R)   | 119 (2025-2027) |

## Senato degli Stati Uniti d'America
Come tutti gli altri stati, l'Alaska è rappresentata al Senato degli Stati Uniti da due senatori, eletti dall'intero stato con mandati di 6 anni sfalsati. Sui tre gruppi in cui sono divisi i senatori, quelli dell'Alaska appartengono alla classe 2 e 3, il che caratterizza l'anno di rinnovo del mandato. Gli attuali senatori sono Lisa Murkowski e Dan Sullivan, entrambi repubblicani, in carica rispettivamente dal 2003 e dal 2015.
| Senatore         | Congresso           | Senatore            |
| Classe 2         | Congresso           | Classe 3            |
| ---------------- | ------------------- | ------------------- |
| Bob Bartlett (D) | 86 (1959-1961)      | Ernest Gruening (D) |
| Bob Bartlett (D) | 87 (1961-1963)      | Ernest Gruening (D) |
| Bob Bartlett (D) | 88 (1963-1965)      | Ernest Gruening (D) |
| Bob Bartlett (D) | 89 (1965-1967)      | Ernest Gruening (D) |
| Bob Bartlett (D) | 90 (1967-1969)      | Ernest Gruening (D) |
| Ted Stevens (R)  |                     | Ernest Gruening (D) |
| 91 (1969-1971)   | Mike Gravel (D)     |                     |
| 92 (1971-1973    | Mike Gravel (D)     |                     |
| 93 (1973-1975)   | Mike Gravel (D)     |                     |
| 94 (1975-1977)   | Mike Gravel (D)     |                     |
| 95 (1977-1979)   | Mike Gravel (D)     |                     |
| 96 (1979-1981)   | Mike Gravel (D)     |                     |
| 97 (1981-1983)   | Frank Murkowski (R) |                     |
| 98 (1983-1985)   | Frank Murkowski (R) |                     |
| 99 (1985-1987)   | Frank Murkowski (R) |                     |
| 100 (1987-1989)  | Frank Murkowski (R) |                     |
| 101 (1989-1991)  | Frank Murkowski (R) |                     |
| 102 (1991-1993)  | Frank Murkowski (R) |                     |
| 103 (1993-1995)  | Frank Murkowski (R) |                     |
| 104 (1995-1997)  | Frank Murkowski (R) |                     |
| 105 (1997-1999)  | Frank Murkowski (R) |                     |
| 106 (1999-2001)  | Frank Murkowski (R) |                     |
| 107 (2001-2003)  | Frank Murkowski (R) |                     |
| 108 (2003-2005)  | Lisa Murkowski (R)  |                     |
| 109 (2005-2007)  | Lisa Murkowski (R)  |                     |
| 110 (2007-2009)  | Lisa Murkowski (R)  |                     |
| Mark Begich (D)  | Lisa Murkowski (R)  | 111 (2009-2011)     |
| Mark Begich (D)  | Lisa Murkowski (R)  | 112 (2011-2013)     |
| Mark Begich (D)  | Lisa Murkowski (R)  | 113 (2013-2015)     |
| Dan Sullivan (R) | Lisa Murkowski (R)  | 114 (2015-2017)     |
| Dan Sullivan (R) | Lisa Murkowski (R)  | 115 (2017-2019)     |
| Dan Sullivan (R) | Lisa Murkowski (R)  | 116 (2019-2021)     |
| Dan Sullivan (R) | Lisa Murkowski (R)  | 117 (2021-2023)     |
| Dan Sullivan (R) | Lisa Murkowski (R)  | 118 (2023-2025)     |
| Dan Sullivan (R) | Lisa Murkowski (R)  | 119 (2025-2027)     |